# Рубі (Надприродне)
Рубі (англ. Ruby) — вигаданий персонаж т/с Надприродне мережі The CW Television Network, зображений, в основному, Кеті Кессіді та Женев'єв Кортезе. Чорноокий демон, який допомагав Вінчестерам у боротьбі з Ліліт. Створений сценаристами для детальної характеристики демонів у серіалі, вона вперше з'являється в третьому сезоні, рятуючи Сема та Діна Вінчестерів і продовжує допомагати їм протягом усього сезону. До четвертого сезону вона завоювала довіру Сема і починає готувати його вбивати демонів, хоча Дін боїться, що вона має приховані мотиви. У зв'язку з фінансовими причинами Кессіді була замінена на Кортезе після третього сезону. Хоча фанати негативно відреагували спершу на персонажа, Кортезе і творець Ерік Крипке вважають, що той став важливішим і нагальнішим стали більше після розвитку сюжетної лінії у четвертому сезоні.

## Біографія
Рубі — чорноокий демон. Із серіалу з'ясовується, що вона була відьмою приблизно в XIV столітті, продала душу могутній демониці, що з'явилася в епізоді «Молот відьом» (3.09). Після смерті Рубі потрапила до Пекла, де була обернена в демона. Вона відносно слабка, але володіє великими знаннями у темній магії, які допомагали їй у виконанні її планів. Рубі також володіє особливим магічним ножем, що здатний вбивати демонів (для вищих демонів й ангелів він не смертельний). Походження цього ножа неясно: в епізоді «Небеса і пекло», (4.10) Аластар хоче дізнатися, де Рубі дістала ніж; в епізоді  «З плином часу» (8.13) Генрі Вінчестер повідомляє, що ніж створений давніми курдами. 
Протягом усього телесеріалу Рубі здається дуже неоднозначним персонажем. Її справжня сутність з'ясовується в останньому епізоді четвертого сезону — вона на боці зла.

## Третій сезон
При першій своїй появі (епізод «Чудова сімка») вона врятувала Сема, без коливань убивши трьох демонів. При знайомстві з Семом вона представляється як мисливиця й каже, що її цікавлять плани Азазеля на Сема. Згодом вона зізнається йому, що вона демон і що може врятувати Діна від Пекла. З самого початку старший Вінчестер не довіряє їй, намагається переконати Сема триматися від дівчини подалі. Рубі допомагає Боббі полагодити Кольт. В епізоді «Полювання на відьом» Рубі рятує Діна від заклинання відьом. Після вона намагається врятувати братів від демониці, якій сама продала душу кілька століть тому. У сутичці вона зазнає поразки. У цей же час демониця розповідає про минуле Рубі. У кінці серії Рубі говорить з Діном, зізнаючись, що не знає як його врятувати і хоче, щоб він допоміг їй підготувати Сема до війни, в якій йому доведеться битися одному, без брата. Рубі також говорить, що хоче перемоги людей тому, що пам'ятає, як це, бути людиною. В епізоді «На війні як на війні» Рубі приходить на допомогу до Вінчестерів в оточеній демонами поліцейській станції. Через відсутність кольта вона пропонує використати заклинання, що вимагає вирізання серця у незайманої дівчини, що знищило б усіх демонів у радіусі милі (включаючи Рубі), але Дін відмовляється. В цей же час Рубі розповідає про Ліліт, і про те, що остання хоче позбутися Сема. У кінці серії вона дає братам відьомські мішечки, які не дозволять Ліліт їх знайти. В кінці третього сезону Рубі каже Сему, що контракт Діна у Ліліт, і що він може сам вбити її. У цей час з'являється Дін і вступає з Рубі в бійку, в якій Рубі потрапляє в пастку, що знаходиться на стелі. Якимось чином Рубі вибирається з пастки (мабуть, так само, як Мег у другому сезоні) і намагається допомогти у вбивстві Ліліт. У якийсь момент Ліліт виганяє Рубі з тіла людини і відправляє в Пекло.

## Четвертий сезон
Рубі повертається в четвертому сезоні. Вона і ще один демон нападають на Сема. Рубі каже, що Ліліт її відпустила за умови, що вона «виправилася» і вб'є Сема. Але Рубі вихоплює магічний ніж і вбиває другого демона. Вона розповідає, що ледве переконала Ліліт в тому, що їй можна довіряти і зробила все, щоб врятувати Сема. Через те, що він не бажає, щоб Рубі з кимось ділила тіло, вона вселяється в коматозницю. До повернення Діна вона вчила Сема управляти і розвивати свої здібності, даючи йому для цього пити свою кров. Вона все більше завойовувала довіру Сема, але їй довелося віддалитися від нього після повернення Діна і появи ангелів. Під час ситуації з Анною вона допомагає їй врятуватися, домагаючись довіри навіть від неї. Заради порятунку Анни (занепалого ангела) Рубі погоджується стати жертвою катувань Аластара (пекельного ката), що ще більше зміцнило довіру Сема до неї. В епізоді «На вістрі голки» вона допомагає Сему знайти Діна і ангелів. У передостанньому епізоді вона розповідає Сему, що Ліліт збирається зламати останню печать, і що він повинен її вбити, бо зробити це може лише він. У цьому епізоді Дін мало не вбиває Рубі, але Сем її рятує. В останньому епізоді четвертого сезону Рубі використовує кров «особистого кухаря Ліліт» для посилення здібностей Сема. Вона переконує вбити цього демона, хоча той звільнив свідомість медсестри, в яку вселився. Коли Сем нарешті вбиває Ліліт, Рубі розкриває свої справжні мотиви. Насправді вона використовувала Сема як знаряддя для виконання останньої фази плану Азазеля, вбивства Ліліт та зламування тим самим останньої печаті. У цей час до кімнати вривається Дін, Сем хапає Рубі і Дін вбиває демоницю її ж ножем. Тим часом Люцифер звільняється з темниці. 

## Епізоди за участю Рубі
- 3.01 Чудова сімка (англ. The Magnificent Seven)
- 3.02 З дітьми все гаразд (англ. The Kids Are Alright)
- 3.04 Місто гріхів (англ. Sin City)
- 3.09 Молот відьом (лат. Malleus Maleficarum)
- 3.12 На війні як на війні (лат. Jus In Bello)
- 3.16 Немає спокою грішникові (англ. No Rest For The WicKed)
- 4.01 Воскресіння Лазаря (англ. Lazarus Rising)
- 4.02 Ти тут, Господи? Це я, Дін Вінчестер (англ. Are You There God? It's Me, Dean Winchester)
- 4.03 На початку (англ. In The Beginning)
- 4.04 Метаморфози (англ. Metamorphosis)
- 4.09 Я знаю, що ви робили минулого літа (англ. I Know What You Did Last Summer)
- 4.10 Небеса і Пекло (англ. Heaven and Hell)
- 4.12 Кріс Енджел — придурок (англ. Criss Angel is a Douchebag)
- 4.14 Секс і насильство (англ. Sex and Violence)
- 4.16 На вістрі голки (англ. On the Head a Pin)
- 4.21 І впадуть перепони (англ. When the Levee Breaks)
- 4.22 Повстання Люцифера (англ. Lucifer Rising)
- 6.15 Помилка по-французьки (англ. The French Mistake)

## Цікаві факти
- Виконавиця ролі Рубі-2 Женев'єв Падалекі (Кортезе) — дружина Джареда Падалекі.